# Новоямське сільське поселення (Єльниківський район)
Новоя́мське сільське поселення (рос. Новоямское сельское поселение) — муніципальне утворення у складі Єльниківського району Мордовії, Росія. Адміністративний центр — село Новоямська Слобода.

## Історія
Станом на 2002 рік існували Новоковиляйська сільська рада (села Новий Ковиляй, Нові Руські Пошати, присілки Нова Армієвка, Новобогородські Виселки, Тумановка, Ціпізляй, селища Новоямські Виселки, Черляй) та Новоямська сільська рада (село Новоямська Слобода, присілки Бріловський Завод, Октябр, Старі Руські Пошати).
2011 року було ліквідовано присілок Бріловський Завод.

## Населення
Населення — 343 особи (2019, 448 у 2010, 629 у 2002).

## Склад
До складу поселення входять такі населені пункти:
| Населений пункт                   | Населення, осіб (2002) | Населення, осіб (2010) |
| --------------------------------- | ---------------------- | ---------------------- |
| Бріловський Завод, присілок       | 4                      | 0                      |
| Нова Армієвка, присілок           | 16                     | 9                      |
| Новий Ковиляй, село               | 105                    | 77                     |
| Нові Руські Пошати, село          | 0                      | -                      |
| Новобогородські Виселки, присілок | 3                      | 2                      |
| Новоямська Слобода, село          | 373                    | 280                    |
| Новоямські Виселки, селище        | 7                      | 1                      |
| Октябр, присілок                  | 13                     | 5                      |
| Старі Руські Пошати, присілок     | 35                     | 22                     |
| Тумановка, присілок               | 0                      | -                      |
| Ціпізляй, присілок                | 4                      | 0                      |
| Черляй, селище                    | 69                     | 52                     |